# Chuck Jordan
Charles Morrell „Chuck“ Jordan (* 21. Oktober 1927 in Whittier, Kalifornien; † 9. Dezember 2010 in Rancho Santa Fe, Kalifornien) war ein US-amerikanischer Automobildesigner. Zu seinen herausragenden Entwürfen gehören der Cadillac Eldorado der Modelljahre 1959 und 1960 sowie der Cadillac Eldorado des Modelljahrs 1992. Er war von 1967 bis 1970 Opel-Designchef und von 1986 bis 1992 Vice President of Design bei General Motors.

## Karriere

### Ausbildung und Beruf

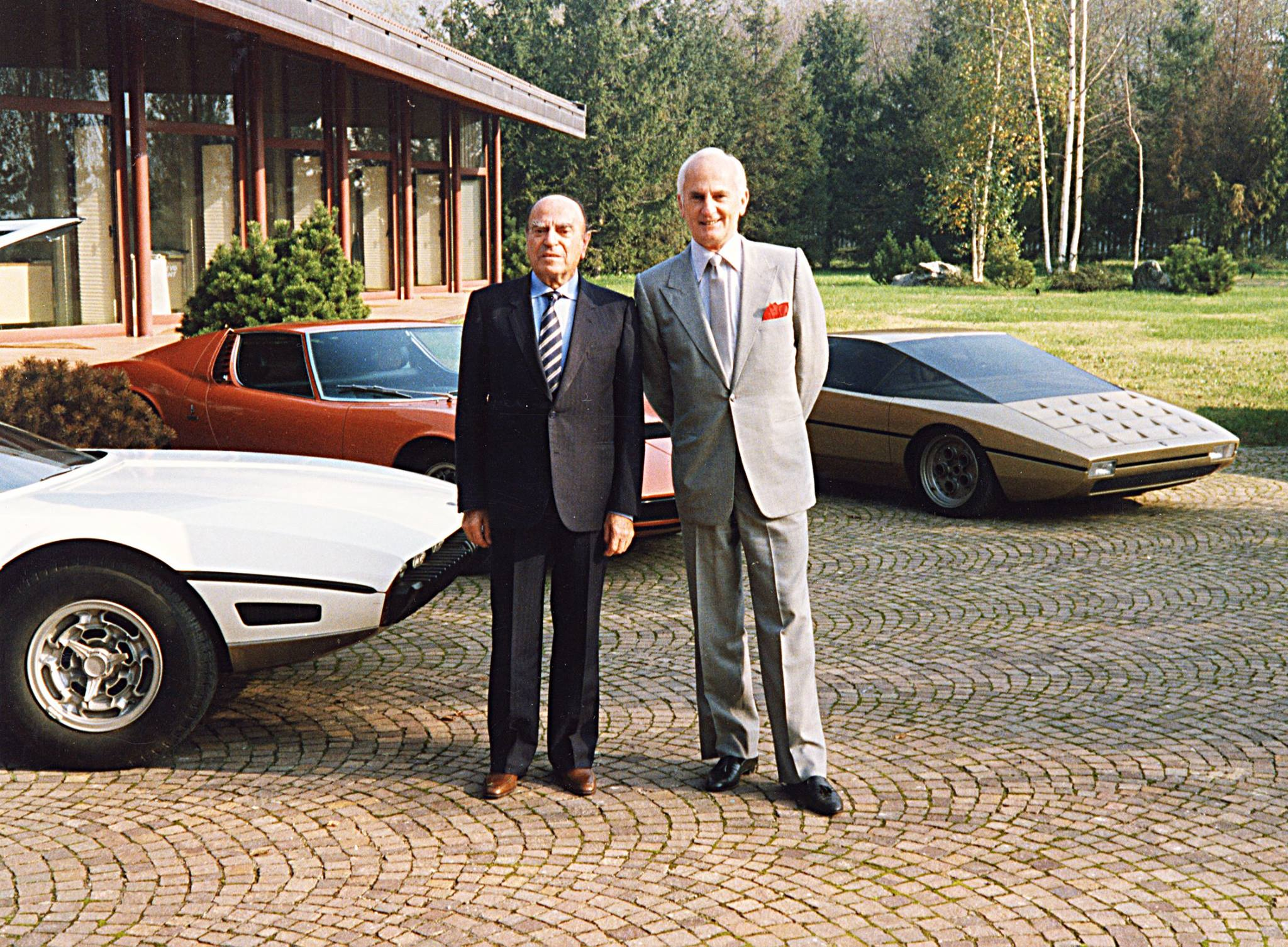
Chuck Jordan (links) bei einem Treffen mit Nuccio Bertone 1979

Chuck Jordan schloss die Fullerton Union High School im Jahr 1945 ab und studierte anschließend am Massachusetts Institute of Technology.
Als Junior am MIT nahm Chuck am ersten Nachkriegswettbewerb der Fisher Body Craftsman’s Guild teil und gewann mit dem ersten Preis ein Stipendium in Höhe von 4000 US-Dollar. Nach der Preisverleihung nahm Chuck eine Einladung von Harley Earls Assistent Howard O’Leary an, zu General Motors zu kommen. So startete nach dem Studienabschluss 1949 seine Karriere bei General Motors.
Eine seiner ersten Arbeiten war die Gestaltung des 1955 vorgestellten GM Aerotrain. 1957 begann er im Cadillac-Design-Studio und wurde dort 1959 Direktor. Er arbeitete auch für GM Europe, nämlich ab 1967 als Designchef bei Opel, wo insbesondere sein Entwurf für den Opel Manta A ein großer Erfolg wurde.
1986 wurde er dann GM Vice President of Design.

### Liste von Fahrzeugen mit Jordans Beteiligung
- 1959 Cadillac
- 1968 Opel GT
- 1970 Opel Manta A
- 1970 Opel Ascona A
- 1972 Opel Rekord D
- 1973 Opel Commodore B
- 1990 Oldsmobile 98
- 1992 Chevrolet K 1500 Blazer / GMC K 1500 Jimmy
- 1992 Cadillac Seville STS
- 1992 Chevrolet Suburban/GMC Suburban
- 1992 Cadillac Fleetwood
- 1994 Cadillac DeVille
- 1994 Chevrolet Lumina
- 1995 Chevrolet Cavalier

## Einige seiner Entwürfe

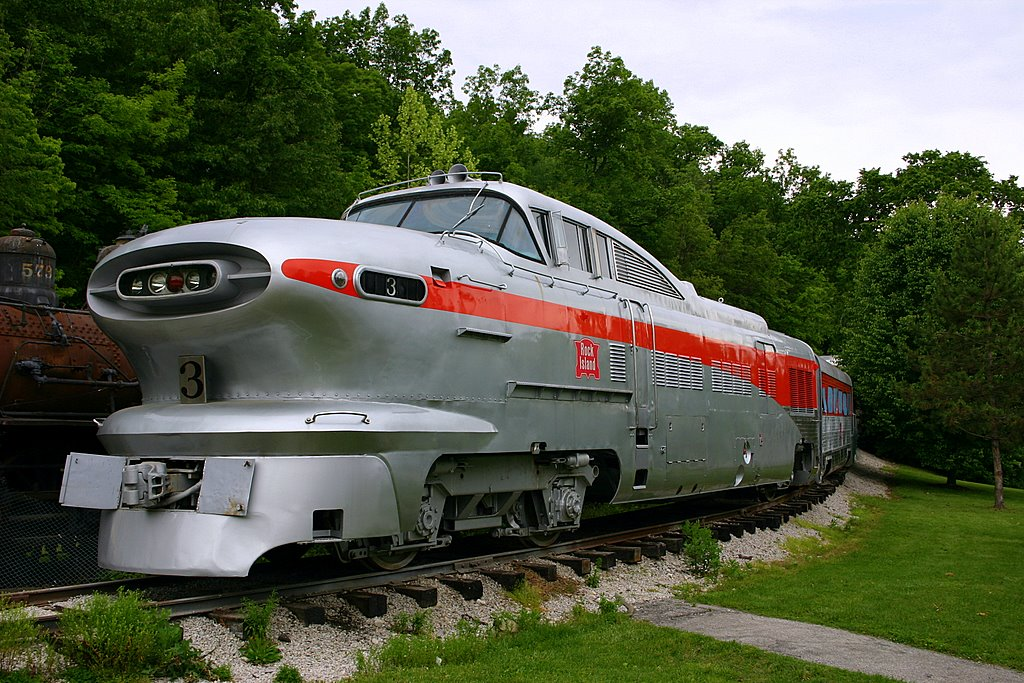
GM Aerotrain
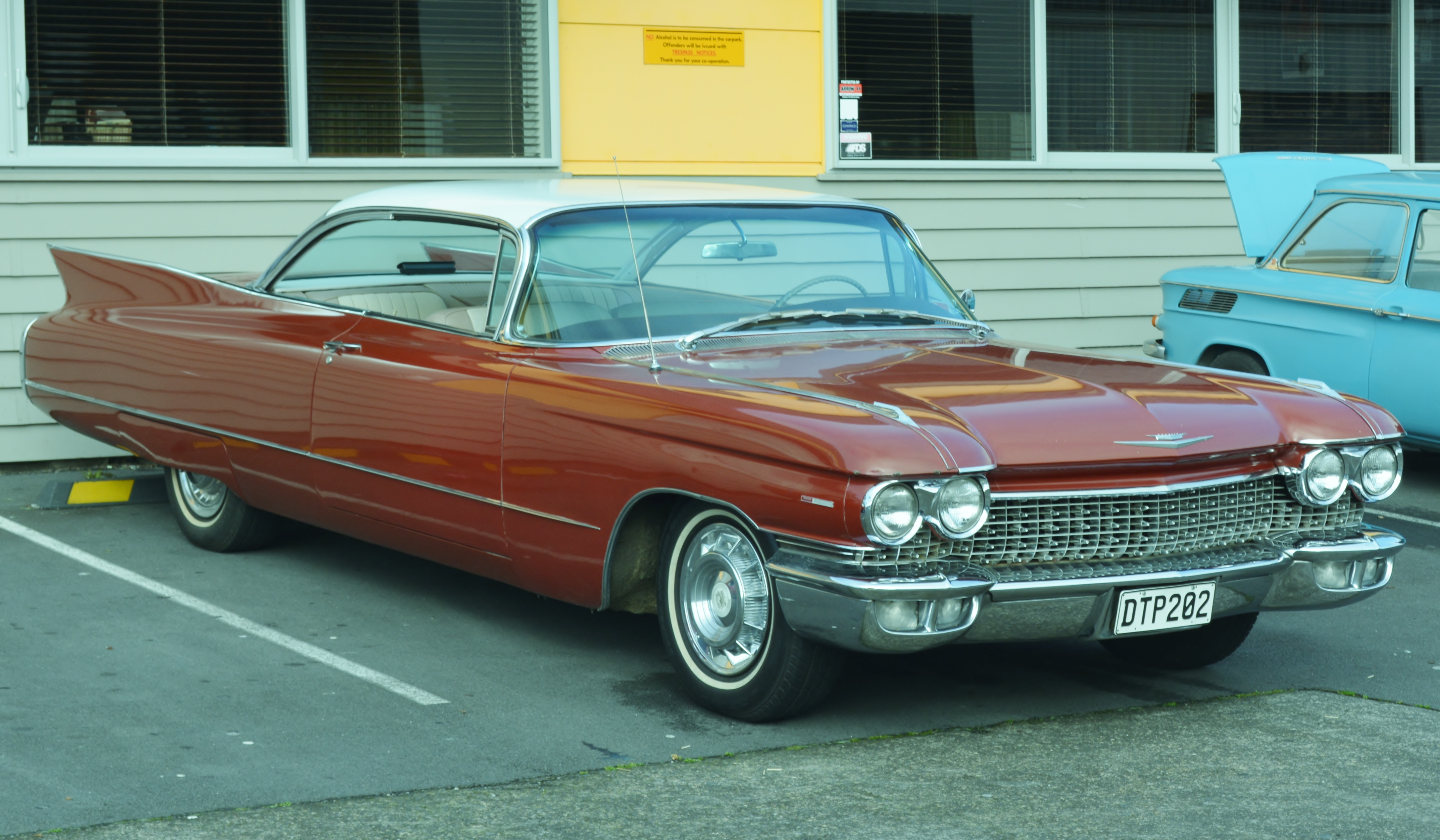
Cadillac Coupe De Ville
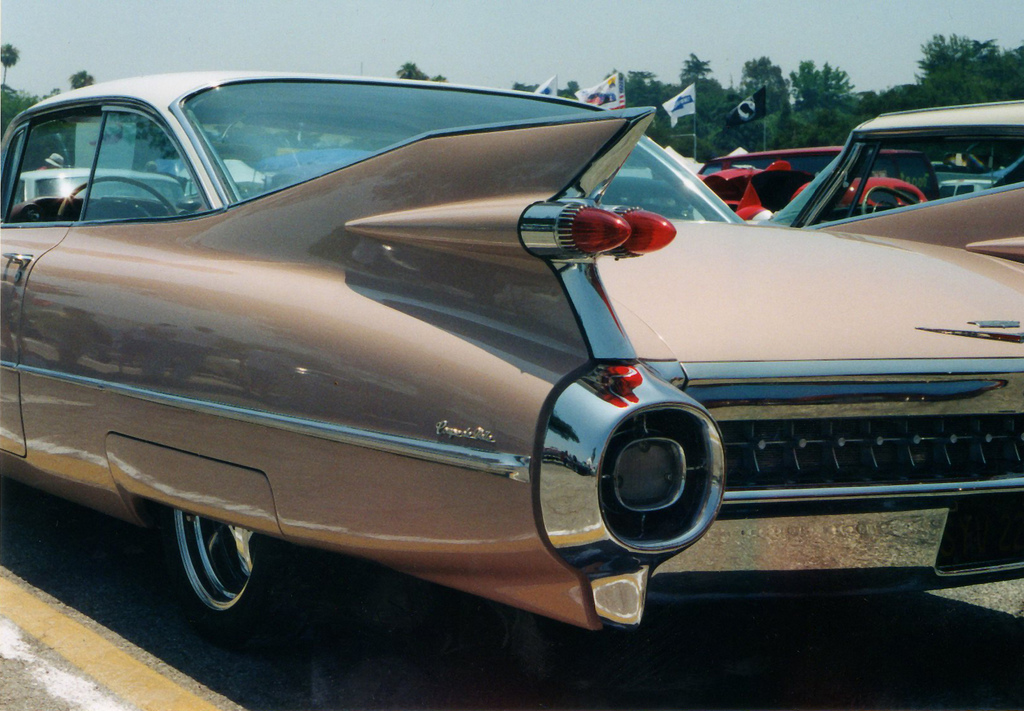
Heckansicht
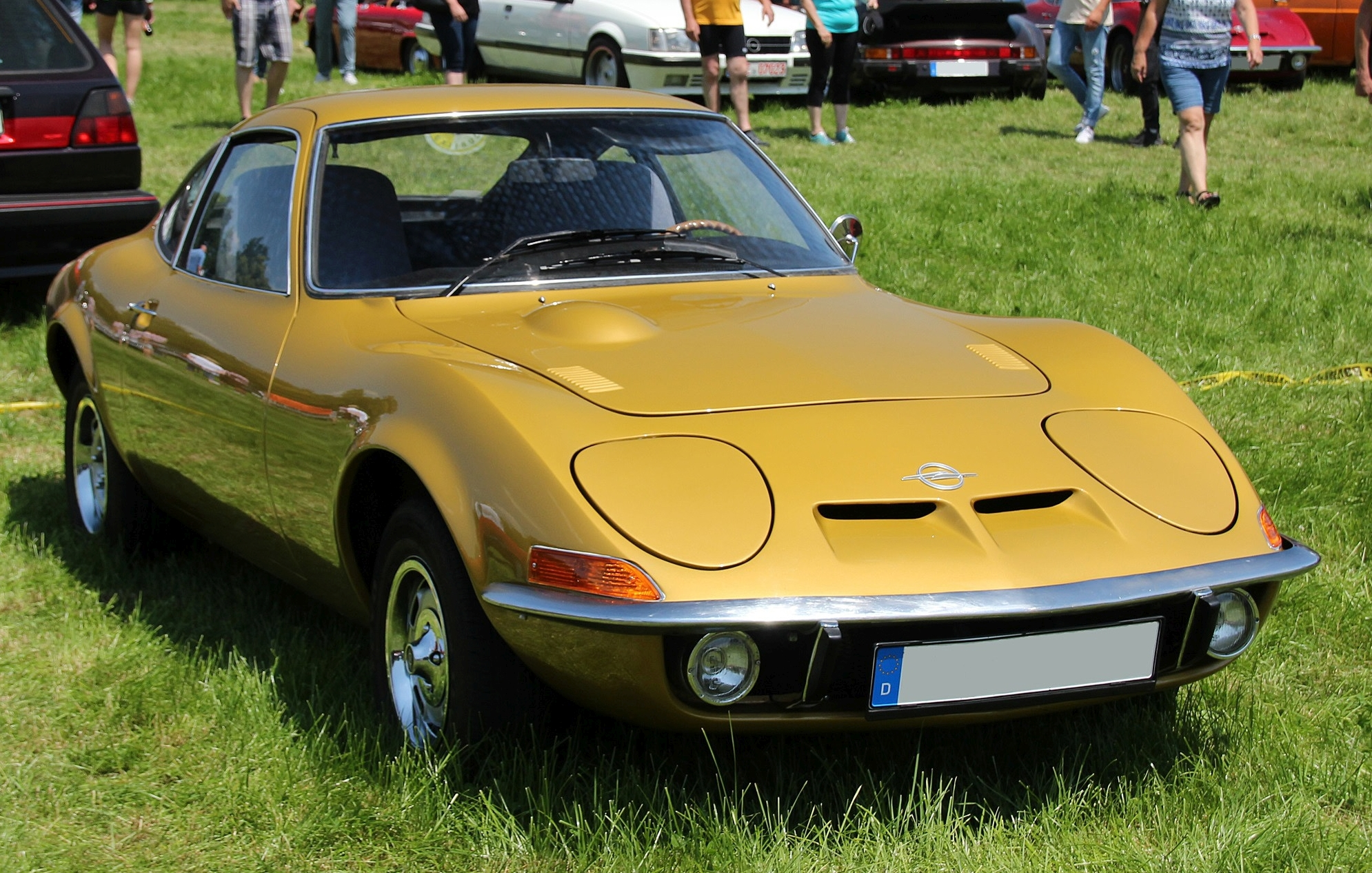
Opel GT
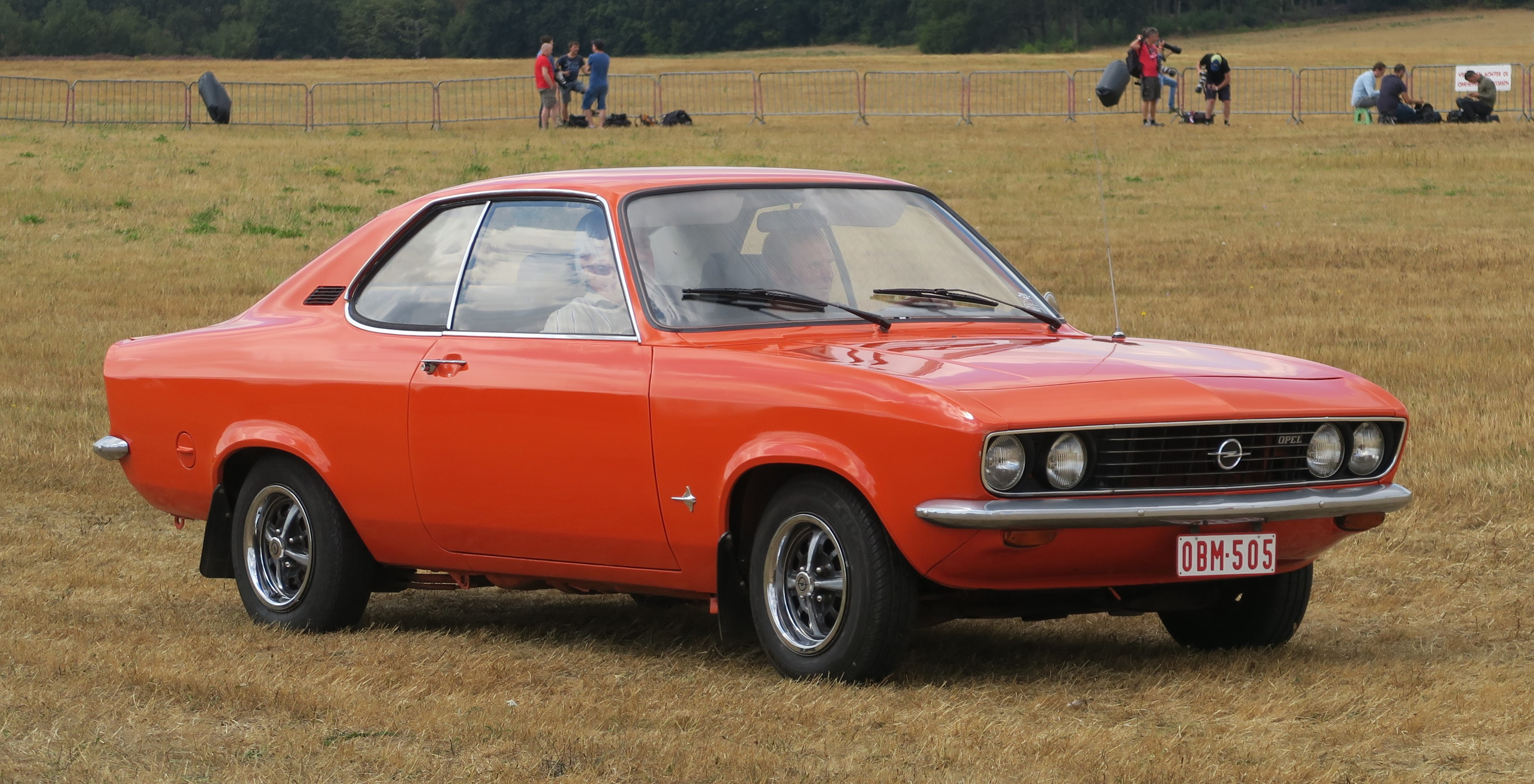
Opel Manta A
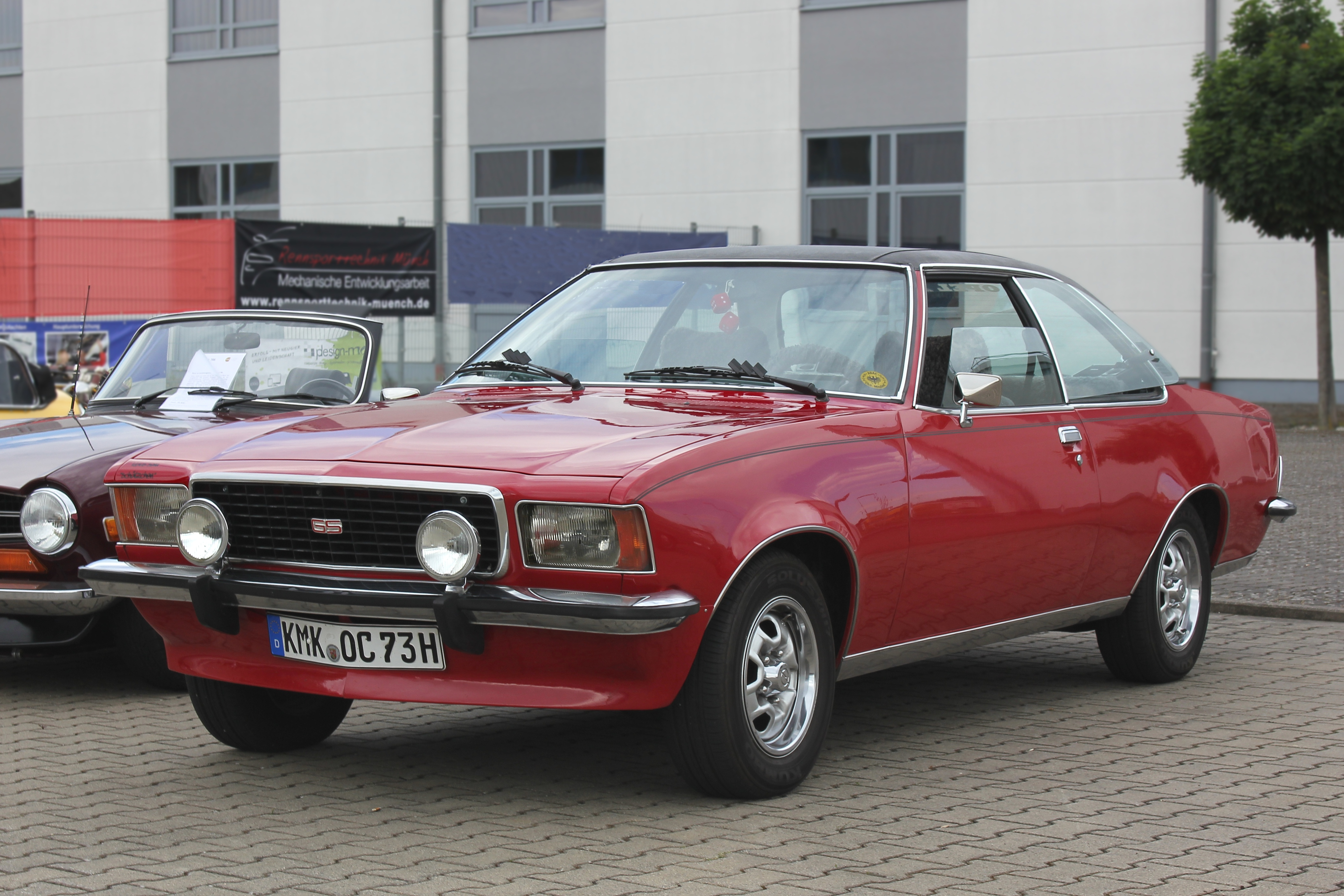
Opel Commodore B Coupé
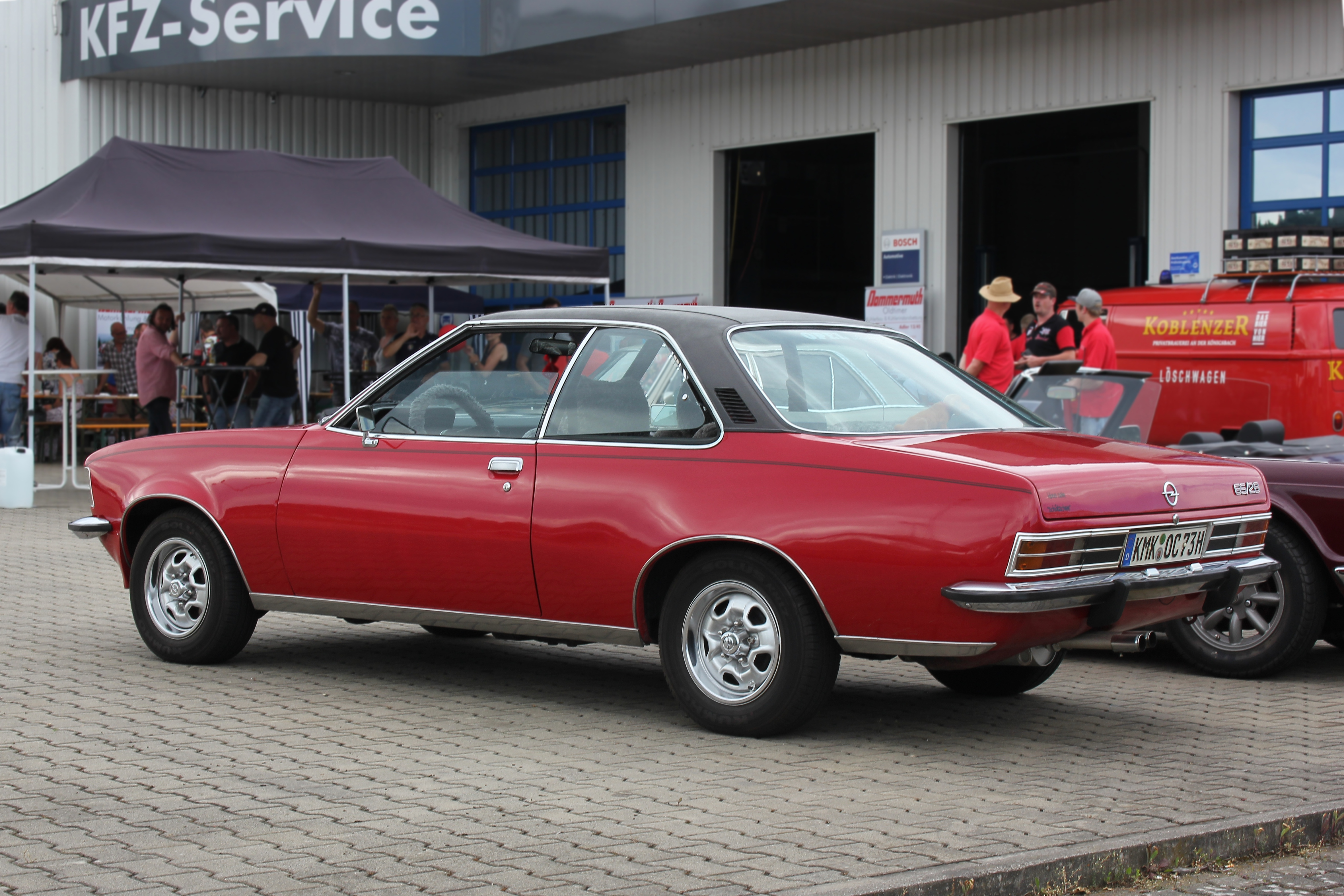
Opel Commodore B Coupé
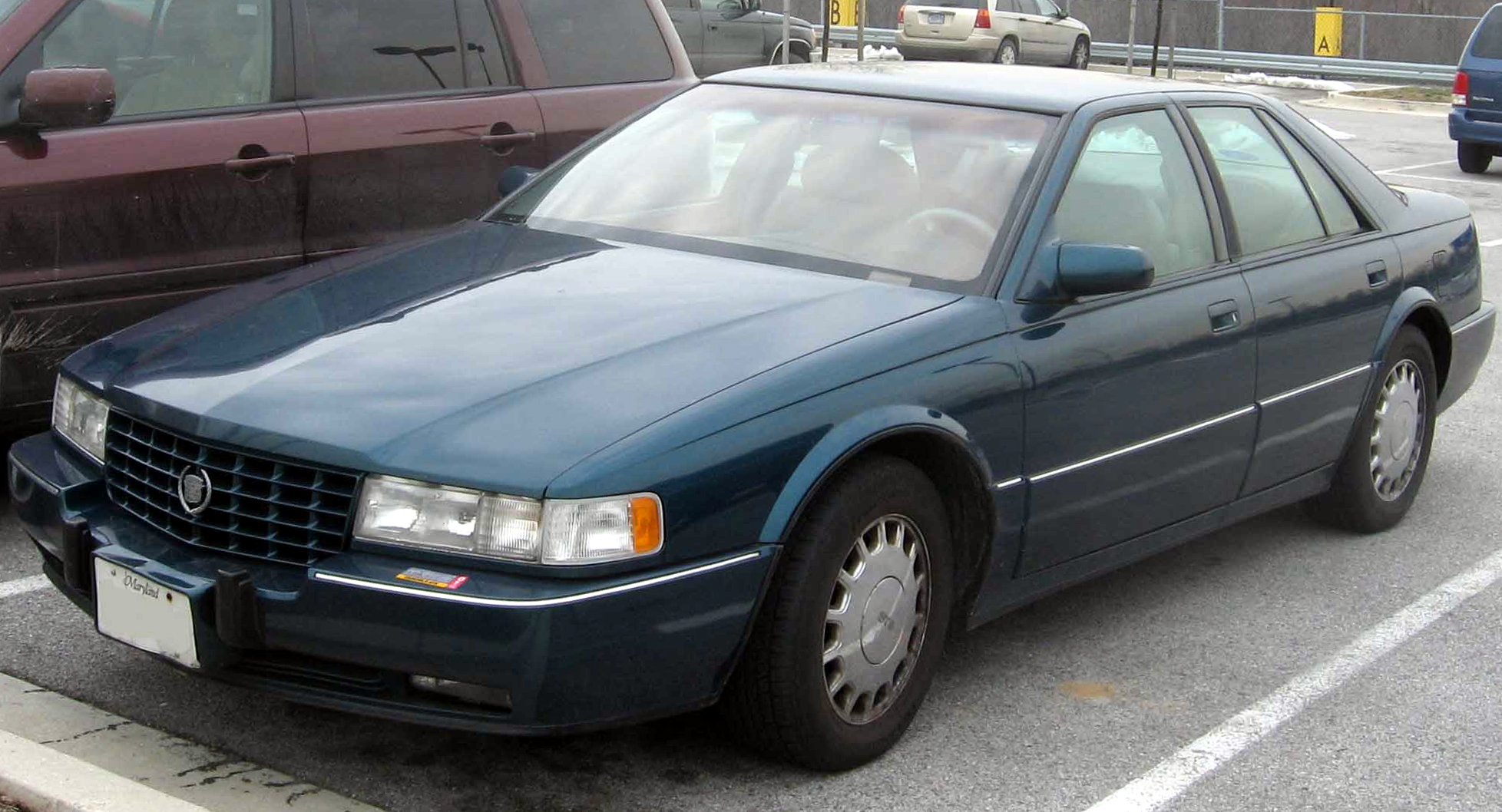
Cadillac Seville STS

## Sonstiges
Sein Sohn Mark Jordan ebenfalls Automobildesigner und hat für General Motors und Mazda gearbeitet.